# Rejon fastowski
Rejon fastowski (ukr. Фастівський район, Fastiwśkyj rajon) – jednostka administracyjna w składzie obwodu kijowskiego Ukrainy.

Plan przedstawiający granicę sprzed reformy z 17 lipca 2020 r.

Powstał w 2020. Ma powierzchnię 1760,3 km² i liczy około 183 tys. mieszkańców (2021). Siedzibą władz rejonu jest Fastów.